# Srbice
Srbice (deutsch Serbitz) ist eine Gemeinde im Ústecký kraj in Tschechien.

## Geographie

### Geographische Lage
Srbice liegt drei Kilometer nordöstlich des Stadtzentrums von Teplice und gehört zum gleichnamigen Okres Teplice. Das Dorf liegt am Fuße des Erzgebirges im Nordböhmischen Becken. Die Ortslage befindet sich linksseitig des Modlanský potok und wird von mehreren Restlöchern des Braunkohlenbergbaus umgeben, dazu gehören der Teich Kateřina im Osten und der Teich Modlany bei Staré Srbice im Südosten. Südwestlich erhebt sich der Doubravská hora (Schlossberg, 393 m).
Nachbarorte sind Krupka und Nové Modlany im Norden, Soběchleby und Chabařovice im Nordosten, Modlany im Südosten, Drahkov im Süden, Trnovany im Südwesten sowie Sobědruhy im Nordwesten.

### Gemeindegliederung
Für die Gemeinde Srbice sind keine Ortsteile ausgewiesen. Srbice setzt sich aus den Ortslagen Staré Srbice (Alt Serbitz) und Nové Srbice (Neu Serbitz), die etwa 1,5 km voneinander entfernt sind, zusammen. Grundsiedlungseinheiten sind Srbice und Staré Srbice.

## Geschichte
Das Dorf wurde 1403 als Rzezywicze erstmals urkundlich erwähnt. Im Zuge der deutschen Besiedlung wandelte sich bis zum 18. Jahrhundert der Name des Ortes in Serbitz/Srbice. Die tschechischen Namensformen Řeřevice bzw. Řeřivice wurden kaum verwendet.
Nach der Aufhebung der Patrimonialherrschaften wurde Serbitz im Jahre 1850 eine selbstständige Gemeinde im Bezirk Töplitz. 1878 hatte Serbitz 426 Einwohner, davon waren 420 Deutsche und 6 Tschechen. Die Bevölkerung war fast ausschließlich katholisch, die Pfarre war in Modlany. Zu Serbitz gehörten bis 1890 die Ortsteile Suchey/Suché, Drakowa/Drahkov, Kwitkau/Kvítkov, Weschen/Věšťany und Schichlitz/Žichlice, die sich dann loslösten und sich, bis auf Weschen, das eine eigene Gemeinde bildete, zur Gemeinde Suchey zusammenschlossen. Das Leben im Dorf veränderte sich zum Ausgang des 19. Jahrhunderts wesentlich. Aus dem bäuerlichen Dorf entstand eine Industriegemeinde. 1898 kaufte der Bergwerksunternehmer Wolf Perutz den gesamten Ort Serbitz auf und begann mit dem untertägigen Abbau der Braunkohle. In Serbitz entstanden die Zechen Austria II, Prokop, Bohemia, Rabe und Emanuel, die in der ersten Hälfte des 20. Jahrhunderts zusammen etwa 600 Bergleute beschäftigten. Viele der Bergarbeiter waren Tschechen, sodass ein Wandel in der Bevölkerungsstruktur eintrat. Nordwestlich des alten Serbitz entstand die Ansiedlung Neu Serbitz. 1921 hatte die Gemeinde 302 deutsche und 210 tschechische Einwohner. Im Gemeinderat dominierten zu dieser Zeit die beiden sozialdemokratischen Parteien. Nach dem Münchner Abkommen erfolgte 1938 die Angliederung an das Deutsche Reich und Teile der tschechischen Bevölkerung wurden ins Landesinnere vertrieben. 1939 lebten in der Gemeinde im Landkreis Teplitz-Schönau 692 Menschen. Nach dem Zweiten Weltkrieg wurde 1946 die deutsche Bevölkerung vertrieben und Tschechen angesiedelt. Mit der Einstellung des Bergbaus erhielt Srbice in den 1950er Jahren seinen landwirtschaftlichen Charakter zurück.

## Einwohnerentwicklung
| Jahr | Einwohnerzahl |
| ---- | ------------- |
| 1869 | 237           |
| 1880 | 426           |
| 1890 | 533           |
| 1900 | 508           |
| 1910 | 621           |

| Jahr | Einwohnerzahl |
| ---- | ------------- |
| 1921 | 512           |
| 1930 | 735           |
| 1950 | 386           |
| 1961 | 392           |
| 1970 | 363           |

| Jahr | Einwohnerzahl |
| ---- | ------------- |
| 1980 | 351           |
| 1991 | 265           |
| 2001 | 243           |
| 2011 | 297           |

## Sehenswürdigkeiten

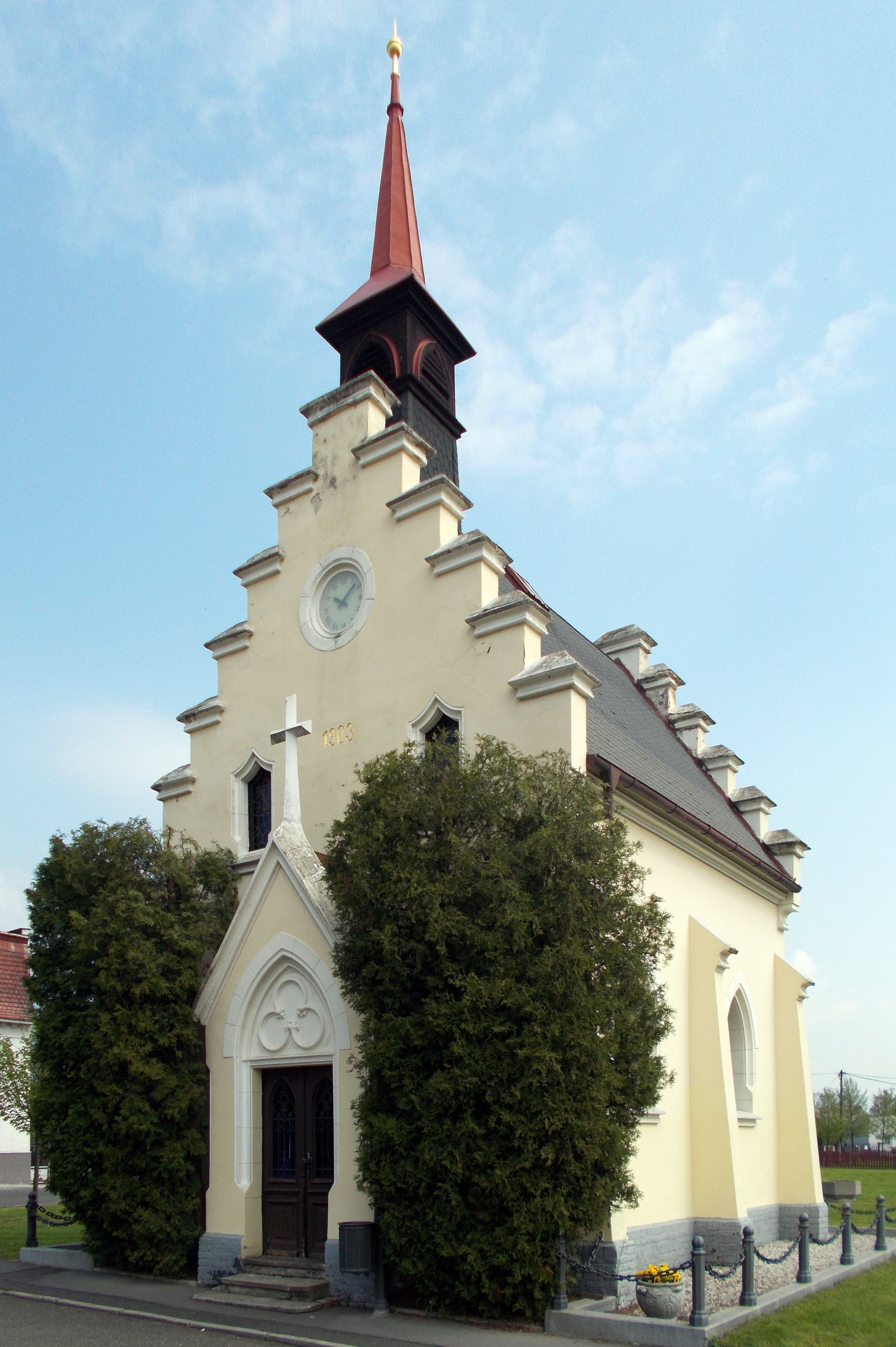
Kapelle von Srbice

- Kapelle in Nové Srbice

## Söhne und Töchter der Gemeinde
- Ruth von Mayenburg (1907–1993), österreichische Publizistin